# Sermaise (Maine-et-Loire)
Sermaise település Franciaországban, Maine-et-Loire megyében. Lakosainak száma 341 fő (2022. január 1.). Sermaise Baugé-en-Anjou, Mazé-Milon, Jarzé Villages és Les Bois d’Anjou községekkel határos.

## Népesség
A település népessége az elmúlt években az alábbi módon változott:
| Lakosok száma | 250  | 268  | 244  | 319  | 300  | 309  | 329  | 332  | 332  | 341  |
|               | 1968 | 1982 | 1990 | 2006 | 2013 | 2015 | 2017 | 2019 | 2020 | 2022 |